# Casa Neus Galwey
La Casa Neus Galwey és un edifici desaparegut, que era a la Ronda del Carril de la Garriga (Vallès Oriental) que formava part de l'Inventari del Patrimoni Arquitectònic de Catalunya.

## Descripció
Era un habitatge unifamiliar aïllat de composició simètrica. Constava de soterrani, planta baixa i pis. Les parets estaven estucades, la part central de la façana a la Ronda i les cantonades amb reixes horitzontals. Les obertures estaven encerclades amb vessants d'aigua, circular a la planta pis. Tenia cornisa perimetral continua, en arquitrau. Com a element singular calia destacar a la façana principal un frontó on hi ha relleus amb motius vegetals.